# Heliodoro Álvarez Barrera
Heliodoro Álvarez Barrera, més conegut com a Helio (Oviedo, 31 de març de 1979) és un exfutbolista asturià, que jugava com a defensa.

## Carrera esportiva
Va sorgir del planter del Reial Oviedo, fins a debutar en primera divisió en un encontre de la temporada 95/96, quan comptava amb 16 anys. De nou a l'Oviedo B, va romandre al club ovetenc fins al 2002, tret d'una campanya al Caudal de Mieres, i sense que pujara de nou al primer equip de l'Oviedo.
Posteriorment, la seua carrera ha anat per equips asturians de Segona B i Tercera, com el Marino de Luanco (02/03), l'Alcorcón (03/04), el Caudal de nou (04/05 i 06/08), l'Astur (05/06) i el Covadonga (08/...).